# چرند انتزاعی
در ریاضیات ریاضی‌دانان روش‌های مرتبط با نظریه رسته‌ها و جبر همولوژی را با عبارت چرند انتزاعی (انگلیسی: Abstract nonsense) یا چرند تعمیم‌یافته (به انگلیسی: general nonsense) توصیف می‌کنند. در شکل کلی‌تر، چرند انتزاعی می‌تواند به هر اثباتی اطلاق شود که به روش‌های نظری رسته‌ای متکی است. این عبارت به خود نظریهٔ رسته‌ها نیز اطلاق شده است.
این عبارت غالباً به استفاده از روش‌های نظریه رسته‌ها در زمینه‌های کمتر انتزاعی اشاره دارد.

## زمینه
به‌طور کلی نظریهٔ رسته‌ها را می‌توان مطالعهٔ ریخت کلی (یعنی رده‌های نظریات ریاضی فارغ از محتویات آنها) دانست. ازین‌رو اثبات‌های ریاضیاتی که برپایهٔ نظریهٔ رسته‌ها نوشته شده‌اند غالباً غریب و نامربوط به نظر می‌رسند. ریاضی‌دانان گاه این برهان‌ها را «چرند انتزاعی» می‌نامند تا توجه را به شدت انتزاعی بودن آنها جلب کنند. عبارت چرند در این عبارت با هدف موهن بودن و خوار کردن به کار نمی‌رود
و کاربردی مزاح‌آمیز
و متواضعانه
دارد و تمجیدی از شدت تعمیم و کلی بودن این مباحث محسوب می‌شود.
برخی مفاهیم ریاضیاتی در دامنه‌های متفاوت و مختلف نوعی پیوستگی و «این‌همانی» دارند که این امر موضوع نظریهٔ رسته‌ها است. تبدیل طبیعی بین تابعگون‌ها و جستجوی دیاگرامی از نمونه‌های این مفاهیمند.

## تاریخچه
تاریخچهٔ استفاده از این عبارت به‌پیش از ابداع نظریهٔ رسته‌ها می‌رسد. گفته می‌شود این عبارت را نورمن استینراد (Norman Steenrod) (که خود یکی از مبدعان نقطه نظر رسته‌ای بود) ابداع کرده است.
به‌نوشتهٔ ساندرز مک لین، از مقاله‌ای که او و ساموئل آیلنبرگ در سال ۱۹۴۲ چاپ کردند (و بنیان نظریهٔ رسته‌ای محسوب می‌شود) در همان زمان نیز با عنوان چرند انتزاعی تعمیم‌یافته یاد می‌شد.